# Nullo Minissi
Nullo Minissi (Viterbo, 8 agosto 1921 – Viterbo, 27 gennaio 2024) è stato un filologo, slavista e linguista italiano.

## Biografia
Nacque a Viterbo nel 1921 e venne registrato all’anagrafe con il nome di Nullo, in omaggio al garibaldino Francesco Nullo.
Si laureò a Napoli in Filologia slava nel 1948 e divenne professore ordinario della stessa disciplina all’Orientale di Napoli nel 1958. In seguito nel 1968 si dedicherà a tempo pieno alla professione di professore, interrompendo la precedente parallela attività pubblicistica.
Nel 1969 partecipò al Comitato costitutivo dell’Association internationale des Études du Sud-Est Européen (AIESEE), voluto dall’UNESCO, e nel 1970 alla Kommission für Sprachfragen der Europäischen Einigung, che nel 1971 fonderà l’Institut für Linguistische Probleme der Europäischen Integration di Amburgo.
In pensione dal 1998, venne nominato Professore emerito di Filologia slava e Lingue ugro-finniche su designazione unanime della Facoltà di lettere e filosofia dell’Orientale, dove era stato Rettore per un triennio (1978-1981) e a lungo direttore del Dipartimento di Studi dell'Europa Orientale.
Fu membro di numerose accademie scientifiche, in particolare dell'Accademia Kalevalaseura di Helsinki dal 1963, dell'Accademia Macedone delle Scienze e delle Arti dal 1980 e dell’Accademia Polacca delle Arti e delle Scienze di Cracovia dal 1999.
Divenne dottore honoris causa all’Università di Sofia nel 1981, all’Università della Slesia nel 1993 ed all’Università dei Santi Cirillo e Metodio di Skopje nel 1998. Ottenne il premio di letteratura Kočo Racin nel 2004.
Oltre ad aver firmato numerosi articoli in periodici e miscellanee, tra il 1947 e il 1950 collaborò con riviste di cultura generale come Belfagor, Realtà politica, Lo stato moderno, Civiltà moderna, Il bollettino dell'emigrazione (a cura di Riccardo Bauer) e fu autore di varie pubblicazioni monografiche di filologia slava, tra cui la serie di fascicoli Eurasiatica (Napoli, dal 1970).
Nel 1968 si recò nell’India del Sud per prendere parte alla campagna per l’indipendenza del Tamil Nadu. Negli anni ’90 diventò co-fondatore e direttore scientifico della Fondazione Mediterraneo (Napoli) e membro fondatore del progetto Stati Uniti del Mondo assumendo il ruolo di Segretario Generale e di Presidente del Comitato Internazionale.

## Opere principali
- Studi e ricerche nel dominio della filologia slava, Napoli, I.U.O., 1961
- Dizionario di fonologia (con W. Belardi), Roma, Edizioni dell’Ateneo, 1962
- Manuale di fonetica sperimentale, Napoli, Ed. Cymba, 1969
- The phonetics of Macedonian (con N. Kitanovski e U. Cinque), Napoli, Bibliopolis, 1982
- Per un’interpretazione funzionale del Kalevala, Napoli, Bibliopolis, 1986
- La scrittura fonetica. Guida per intendere e applicare i sistemi di trascrizione, Roma, La nuova Italia scientifica, 1990
- E l’uomo scelse la parola, Roma, Herder editrice e libreria, 1996
- Rapporto sull’Università, Napoli, Magda, 1994
- Jan Kochanowski, Frasche, introduzione, traduzione e commento, Milano, Rizzoli, 1995
- A człowiek wybrał słowo, Katowice, Wydawnictwo Uniwersytetu Śląskiego, 2002
- Evropski kniževni Studii, Skopje, Kultura, 2004
- La nascita dell'occidente moderno e teoria della lingua italiana, Roma, Bagatto Libri, 2001
- Narodziny świata romańskiego i teoria języka włoskiego, Cracovia, Collegium Columbinum, 2005
- Europejski Czarnolas. Poezja łacińska Jana Kochanowskiego (testo italiano a fronte), Cracovia, Collegium Columbinum, 2007
- Blaže Koneski poet i gramatičar (testo italiano a fronte), Skopje, Makedonska akademija na naukite i umetnostite, 2007